# Bundestagswahlkreis Bremen II – Bremerhaven
Der Wahlkreis Bremen II – Bremerhaven (Wahlkreis 55) ist ein Bundestagswahlkreis in der Freien Hansestadt Bremen. Er umfasst die Bremer Stadtteile Blockland, Blumenthal, Burglesum, Findorff, Gröpelingen, Häfen, Seehausen, Strom, Vegesack, Walle und Woltmershausen sowie die kreisfreie Stadt Bremerhaven. Wahlberechtigt waren bei der letzten Bundestagswahl 221.655 Einwohner. Der Wahlkreis besteht in dieser Form seit 2002, als die Zahl der Bundestagswahlkreise in Bremen von drei auf zwei reduziert wurde. Er ging aus dem Wahlkreis Bremerhaven – Bremen-Nord hervor, dem Teile des aufgelösten Wahlkreises Bremen-West hinzugefügt wurden. Der Wahlkreis wurde bisher bei allen Bundestagswahlen seit 1949 von den Kandidaten der SPD gewonnen.

## Wahlkreisgeschichte
| Wahl      | Wahlkreisname                | Gebiet |
| --------- | ---------------------------- | --- |
| 1949      | 3 Bremerhaven – Bremen-Nord  | Bremerhaven, von Bremen die Stadtteile Blumenthal, Burglesum und Vegesack sowie der Ortsteil Stadtbremisches Überseehafengebiet Bremerhaven                 |
| 1953–1961 | 59 Bremerhaven – Bremen-Nord | Bremerhaven, von Bremen die Stadtteile Blumenthal, Burglesum und Vegesack sowie der Ortsteil Stadtbremisches Überseehafengebiet Bremerhaven                 |
| 1965–1998 | 52 Bremerhaven – Bremen-Nord | Bremerhaven, von Bremen die Stadtteile Blumenthal, Burglesum und Vegesack sowie der Ortsteil Stadtbremisches Überseehafengebiet Bremerhaven                 |
| 2002–2005 | 55 Bremen II – Bremerhaven   | Bremerhaven, von Bremen die Stadtteile Blockland, Blumenthal, Burglesum, Findorff, Gröpelingen, Häfen, Seehausen, Strom, Vegesack, Walle und Woltmershausen |
| 2009      | 56 Bremen II – Bremerhaven   | Bremerhaven, von Bremen die Stadtteile Blockland, Blumenthal, Burglesum, Findorff, Gröpelingen, Häfen, Seehausen, Strom, Vegesack, Walle und Woltmershausen |
| 2013–     | 55 Bremen II – Bremerhaven   | Bremerhaven, von Bremen die Stadtteile Blockland, Blumenthal, Burglesum, Findorff, Gröpelingen, Häfen, Seehausen, Strom, Vegesack, Walle und Woltmershausen |

## Wahlkreisabgeordnete
| Wahl            | Abgeordneter | Abgeordneter       | Partei | Stimmen in % |
| --------------- | ------------ | ------------------ | ------ | ------------ |
| 1949            |              | Bernhard Lohmüller | SPD    | 37,3         |
| 1952 (Nachwahl) |              | Philipp Wehr       | SPD    | 51,3         |
| 1953            | 39,2         | Philipp Wehr       | SPD    |              |
| 1957            | 46,5         | Philipp Wehr       | SPD    |              |
| 1961            |              | Werner Lenz        | SPD    | 50,6         |
| 1965            |              | Harry Tallert      | SPD    | 51,3         |
| 1969            | 54,3         | Harry Tallert      | SPD    |              |
| 1972            |              | Horst Grunenberg   | SPD    | 62,6         |
| 1976            | 56,3         | Horst Grunenberg   | SPD    |              |
| 1980            | 56,3         | Horst Grunenberg   | SPD    |              |
| 1983            | 53,6         | Horst Grunenberg   | SPD    |              |
| 1987            | 50,4         | Horst Grunenberg   | SPD    |              |
| 1990            |              | Ilse Janz          | SPD    | 46,3         |
| 1994            | 50,2         | Ilse Janz          | SPD    |              |
| 1998            | 58,2         | Ilse Janz          | SPD    |              |
| 2002            |              | Uwe Karl Beckmeyer | SPD    | 56,3         |
| 2005            | 58,0         | Uwe Karl Beckmeyer | SPD    |              |
| 2009            | 38,7         | Uwe Karl Beckmeyer | SPD    |              |
| 2013            | 44,0         | Uwe Karl Beckmeyer | SPD    |              |
| 2017            |              | Uwe Schmidt        | SPD    | 34,1         |
| 2021            | 36,9         | Uwe Schmidt        | SPD    |              |
| 2025            | 30,3         | Uwe Schmidt        | SPD    |              |

## Wahlergebnisse

### Bundestagswahl 2025
| Kandidaten                                            | Kandidaten               | Parteien/Listen      | Erststimmen | Erststimmen | Zweitstimmen | Zweitstimmen |
| Kandidaten                                            | Kandidaten               | Parteien/Listen      | Stimmen     | %           | Stimmen      | %            |
| ----------------------------------------------------- | ------------------------ | -------------------- | ----------- | ----------- | ------------ | ------------ |
|                                                       | Uwe Schmidtgewählt im WK | SPD                  | 46.600      | 30,3        | 38.145       | 24,7         |
|                                                       | Michael Labetzke         | GRÜNE                | 16.716      | 10,9        | 18.466       | 12,0         |
|                                                       | Sandra Schmull           | CDU                  | 32.356      | 21,0        | 30.371       | 19,7         |
|                                                       | Tiara Behrmann           | FDP                  | 4.069       | 2,6         | 4.877        | 3,2          |
|                                                       | Dariush Hassanpour       | DIE LINKE            | 18.588      | 12,1        | 20.627       | 13,4         |
|                                                       | Arno Staschewski         | AfD                  | 29.888      | 19,4        | 29.702       | 19,2         |
|                                                       | –                        | Die PARTEI           | –           | –           | 1.241        | 0,8          |
|                                                       | Katharina Büntjen        | FREIE WÄHLER         | 1.758       | 1,1         | 1.031        | 0,7          |
|                                                       | Matthias Cornelsen       | Volt                 | 2.339       | 1,5         | 1.636        | 1,1          |
|                                                       | –                        | Menschliche Welt     | –           | –           | 389          | 0,3          |
|                                                       | Lena Salomon             | MLPD                 | 454         | 0,3         | 125          | 0,1          |
|                                                       | Christopher Albrecht     | Bündnis Deutschland  | 1.167       | 0,8         | 490          | 0,3          |
|                                                       | –                        | BSW                  | –           | –           | 7.104        | 4,6          |
|                                                       | –                        | MERA25               | –           | –           | 99           | 0,1          |
|                                                       | –                        | Verjüngungsforschung | –           | –           | 156          | 0,1          |
| Gesamt                                                | Gesamt                   | Gesamt               | 153.935     | 100         | 154.459      | 100          |
|                                                       |                          |                      |             |             |              |              |
| Ungültige Stimmen                                     | Ungültige Stimmen        | Ungültige Stimmen    | 1.661       | 1,1         | 1.137        | 0,7          |
| Wähler                                                | Wähler                   | Wähler               | 155.596     | 73,9        | 155.596      | 73,9         |
| Wahlberechtigte                                       | Wahlberechtigte          | Wahlberechtigte      | 210.686     |             | 210.686      |              |
|                                                       |                          |                      |             |             |              |              |
| Quellen: Die Bundeswahlleiterin, Kandidaten - Stimmen |                          |                      |             |             |              |              |

### Bundestagswahl 2021
| Kandidaten                                            | Kandidaten                  | Parteien/Listen   | Erststimmen | Erststimmen | Zweitstimmen | Zweitstimmen |
| Kandidaten                                            | Kandidaten                  | Parteien/Listen   | Stimmen     | %           | Stimmen      | %            |
| ----------------------------------------------------- | --------------------------- | ----------------- | ----------- | ----------- | ------------ | ------------ |
|                                                       | Uwe Schmidtgewählt im WK    | SPD               | 52.498      | 36,9        | 49.799       | 34,9         |
|                                                       | Wiebke Winter               | CDU               | 28.552      | 20,1        | 24.124       | 16,9         |
|                                                       | Doris Achelwilm             | DIE LINKE         | 10.617      | 7,5         | 9.613        | 6,7          |
|                                                       | Michael Labetzke            | GRÜNE             | 20.769      | 14,6        | 24.013       | 16,8         |
|                                                       | Thomas Jürgewitz            | AfD               | 12.466      | 8,8         | 12.740       | 8,9          |
|                                                       | Gökhan Akkamis              | FDP               | 8.469       | 6,0         | 12.085       | 8,5          |
|                                                       | Ralf Fasmers                | Die PARTEI        | 2.629       | 1,9         | 1.932        | 1,4          |
|                                                       | Katharina Büntjen           | FREIE WÄHLER      | 1.799       | 1,3         | 1.438        | 1,0          |
|                                                       | Rolf Bode                   | V-Partei³         | 609         | 0,4         | 269          | 0,2          |
|                                                       | –                           | MENSCHLICHE WELT  | –           | –           | 205          | 0,1          |
|                                                       | –                           | NPD               | –           | –           | 187          | 0,1          |
|                                                       | Jürgen Albert Richard Bader | MLPD              | 119         | 0,1         | 76           | 0,1          |
|                                                       | Annette Kaufmann            | dieBasis          | 1.770       | 1,2         | 1.453        | 1,0          |
|                                                       | Kara Tober                  | ÖDP               | 391         | 0,3         | 195          | 0,1          |
|                                                       | Mathis Härtel               | Die Humanisten    | 490         | 0,3         | 264          | 0,2          |
|                                                       | –                           | Tierschutzpartei  | –           | –           | 2.372        | 1,7          |
|                                                       | –                           | Team Todenhöfer   | –           | –           | 1.559        | 1,1          |
|                                                       | –                           | Volt              | –           | –           | 479          | 0,3          |
|                                                       | Christian Daum              | PIRATEN           | 908         | 0,6         | –            | –            |
| Gesamt                                                | Gesamt                      | Gesamt            | 142.086     | 100         | 142.803      | 100          |
|                                                       |                             |                   |             |             |              |              |
| Ungültige Stimmen                                     | Ungültige Stimmen           | Ungültige Stimmen | 2.037       | 1,4         | 1.320        | 0,9          |
| Wähler                                                | Wähler                      | Wähler            | 144.123     | 67,2        | 144.123      | 67,2         |
| Wahlberechtigte                                       | Wahlberechtigte             | Wahlberechtigte   | 214.365     |             | 214.365      |              |
|                                                       |                             |                   |             |             |              |              |
| Quellen: Die Bundeswahlleiterin, Kandidaten - Stimmen |                             |                   |             |             |              |              |

### Bundestagswahl 2017
| Kandidaten                                            | Kandidaten               | Parteien/Listen   | Erststimmen | Erststimmen | Zweitstimmen | Zweitstimmen |
| Kandidaten                                            | Kandidaten               | Parteien/Listen   | Stimmen     | %           | Stimmen      | %            |
| ----------------------------------------------------- | ------------------------ | ----------------- | ----------- | ----------- | ------------ | ------------ |
|                                                       | Uwe Schmidtgewählt im WK | SPD               | 49.463      | 34,0        | 43.215       | 29,6         |
|                                                       | Bettina Hornhues         | CDU               | 36.363      | 25,0        | 34.951       | 23,9         |
|                                                       | Maurice Müller           | GRÜNE             | 11.269      | 7,7         | 13.165       | 9,0          |
|                                                       | Nelson Janßen            | DIE LINKE         | 16.739      | 11,5        | 18.204       | 12,5         |
|                                                       | Frank Magnitz            | AfD               | 16.645      | 11,4        | 17.705       | 12,1         |
|                                                       | Hauke Hilz               | FDP               | 9.755       | 6,7         | 11.918       | 8,2          |
|                                                       | –                        | PIRATEN           | –           | –           | 951          | 0,7          |
|                                                       | Horst Görmann            | NPD               | 487         | 0,3         | 599          | 0,4          |
|                                                       | Ralf Balke               | Die PARTEI        | 3.009       | 2,1         | 2.418        | 1,7          |
|                                                       | Katharina Büntjen        | FREIE WÄHLER      | 939         | 0,6         | 706          | 0,5          |
|                                                       | Joachim Niegisch         | MLPD              | 150         | 0,1         | 119          | 0,1          |
|                                                       | –                        | BGE               | –           | –           | 680          | 0,5          |
|                                                       | –                        | DKP               | –           | –           | 80           | 0,1          |
|                                                       | –                        | DM                | –           | –           | 293          | 0,2          |
|                                                       | Achim Langer             | Menschliche Welt  | 787         | 0,5         | 513          | 0,4          |
|                                                       | –                        | V-Partei³         | –           | –           | 430          | 0,3          |
| Gesamt                                                | Gesamt                   | Gesamt            | 145.606     | 100         | 145.947      | 100          |
|                                                       |                          |                   |             |             |              |              |
| Ungültige Stimmen                                     | Ungültige Stimmen        | Ungültige Stimmen | 2.249       | 1,5         | 1.908        | 1,3          |
| Wähler                                                | Wähler                   | Wähler            | 147.855     | 66,7        | 147.855      | 66,7         |
| Wahlberechtigte                                       | Wahlberechtigte          | Wahlberechtigte   | 221.655     |             | 221.655      |              |
|                                                       |                          |                   |             |             |              |              |
| Quellen: Die Bundeswahlleiterin, Kandidaten - Stimmen |                          |                   |             |             |              |              |

### Bundestagswahl 2013
| Kandidaten                                            | Kandidaten                 | Parteien/Listen   | Erststimmen | Erststimmen | Zweitstimmen | Zweitstimmen |
| Kandidaten                                            | Kandidaten                 | Parteien/Listen   | Stimmen     | %           | Stimmen      | %            |
| ----------------------------------------------------- | -------------------------- | ----------------- | ----------- | ----------- | ------------ | ------------ |
|                                                       | Uwe Beckmeyergewählt im WK | SPD               | 64.276      | 43,9        | 56.702       | 38,6         |
|                                                       | Bettina Hornhues           | CDU               | 42.067      | 28,7        | 41.205       | 28,1         |
|                                                       | Sülmez Dogan               | GRÜNE             | 12.325      | 8,4         | 14.566       | 9,9          |
|                                                       | Kristina Vogt              | DIE LINKE         | 13.335      | 9,1         | 14.782       | 10,1         |
|                                                       | Hauke Hilz                 | FDP               | 2.189       | 1,5         | 4.036        | 2,8          |
|                                                       | Caroline Bullwinkel        | PIRATEN           | 3.982       | 2,7         | 3.699        | 2,5          |
|                                                       | Marie-Luise Saße           | Bündnis 21/RRP    | 432         | 0,3         | 276          | 0,2          |
|                                                       | Horst Görmann              | NPD               | 2.393       | 1,6         | 2.240        | 1,5          |
|                                                       | –                          | MLPD              | –           | –           | 69           | 0,0          |
|                                                       | Erich Seifert              | AfD               | 5.428       | 3,7         | 6.044        | 4,1          |
|                                                       | –                          | pro Deutschland   | –           | –           | 267          | 0,2          |
|                                                       | –                          | FREIE WÄHLER      | –           | –           | 416          | 0,3          |
|                                                       | –                          | Die PARTEI        | –           | –           | 590          | 0,4          |
|                                                       | –                          | Tierschutzpartei  | –           | –           | 1.824        | 1,2          |
| Gesamt                                                | Gesamt                     | Gesamt            | 146.427     | 100         | 146.716      | 100          |
|                                                       |                            |                   |             |             |              |              |
| Ungültige Stimmen                                     | Ungültige Stimmen          | Ungültige Stimmen | 2.083       | 1,4         | 1.794        | 1,2          |
| Wähler                                                | Wähler                     | Wähler            | 148.510     | 65,3        | 148.510      | 65,3         |
| Wahlberechtigte                                       | Wahlberechtigte            | Wahlberechtigte   | 227.276     |             | 227.276      |              |
|                                                       |                            |                   |             |             |              |              |
| Quellen: Die Bundeswahlleiterin, Kandidaten - Stimmen |                            |                   |             |             |              |              |

### Bundestagswahl 2009
| Kandidaten                                          | Kandidaten                 | Parteien/Listen   | Erststimmen | Erststimmen | Zweitstimmen | Zweitstimmen |
| Kandidaten                                          | Kandidaten                 | Parteien/Listen   | Stimmen     | %           | Stimmen      | %            |
| --------------------------------------------------- | -------------------------- | ----------------- | ----------- | ----------- | ------------ | ------------ |
|                                                     | Uwe Beckmeyergewählt im WK | SPD               | 58.879      | 38,7        | 50.032       | 32,8         |
|                                                     | Bernd Neumann              | CDU               | 39.186      | 25,8        | 34.680       | 22,7         |
|                                                     | Klaus Möhle                | GRÜNE             | 16.985      | 11,2        | 19.727       | 12,9         |
|                                                     | Inga Nitz                  | DIE LINKE         | 21.647      | 14,2        | 23.486       | 15,4         |
|                                                     | Oliver Möllenstädt         | FDP               | 10.850      | 7,1         | 14.947       | 9,8          |
|                                                     | Horst Görmann              | NPD               | 2.614       | 1,7         | 2.045        | 1,3          |
|                                                     | –                          | PBC               | –           | –           | 397          | 0,3          |
|                                                     | –                          | MLPD              | –           | –           | 83           | 0,1          |
|                                                     | –                          | DVU               | –           | –           | 657          | 0,4          |
|                                                     | –                          | REP               | –           | –           | 330          | 0,2          |
|                                                     | –                          | PIRATEN           | –           | –           | 3.610        | 2,4          |
|                                                     | Uwe Gäthje                 | RRP               | 1.563       | 1,0         | 2.527        | 1,7          |
|                                                     | Martin Tangeten            | Einzelbewerber    | 423         | 0,3         | –            | –            |
| Gesamt                                              | Gesamt                     | Gesamt            | 152.147     | 100         | 152.521      | 100          |
|                                                     |                            |                   |             |             |              |              |
| Ungültige Stimmen                                   | Ungültige Stimmen          | Ungültige Stimmen | 2.691       | 1,7         | 2.317        | 1,5          |
| Wähler                                              | Wähler                     | Wähler            | 154.838     | 66,8        | 154.838      | 66,8         |
| Wahlberechtigte                                     | Wahlberechtigte            | Wahlberechtigte   | 231.847     |             | 231.847      |              |
|                                                     |                            |                   |             |             |              |              |
| Quellen: Der Bundeswahlleiter, Kandidaten - Stimmen |                            |                   |             |             |              |              |

### Bundestagswahl 2005
| Kandidaten                                          | Kandidaten                       | Parteien/Listen   | Erststimmen | Erststimmen | Zweitstimmen | Zweitstimmen |
| Kandidaten                                          | Kandidaten                       | Parteien/Listen   | Stimmen     | %           | Stimmen      | %            |
| --------------------------------------------------- | -------------------------------- | ----------------- | ----------- | ----------- | ------------ | ------------ |
|                                                     | Uwe Karl Beckmeyergewählt im WK  | SPD               | 91.154      | 54,4        | 78.327       | 46,7         |
|                                                     | Bernd Albert Ravens              | CDU               | 41.582      | 24,8        | 36.166       | 21,5         |
|                                                     | Klaus-Dieter Alfred August Möhle | GRÜNE             | 11.702      | 7,0         | 19.402       | 11,6         |
|                                                     | Oliver Möllenstädt               | FDP               | 6.316       | 3,8         | 12.143       | 7,2          |
|                                                     | Günter Matthiessen               | Die Linke.        | 12.957      | 7,7         | 14.753       | 8,8          |
|                                                     | –                                | GRAUE             | –           | –           | 2.043        | 1,2          |
|                                                     | Horst Görmann                    | NPD               | 3.310       | 2,0         | 3.256        | 1,9          |
|                                                     | –                                | DIE FRAUEN        | –           | –           | 791          | 0,5          |
|                                                     | –                                | MLPD              | –           | –           | 115          | 0,1          |
|                                                     | –                                | PBC               | –           | –           | 469          | 0,3          |
|                                                     | –                                | Pro DM            | –           | –           | 375          | 0,2          |
|                                                     | Hans Albert Karl Köppen          | Einzelbewerber    | 681         | 0,4         | –            | –            |
| Gesamt                                              | Gesamt                           | Gesamt            | 167.702     | 100         | 167.840      | 100          |
|                                                     |                                  |                   |             |             |              |              |
| Ungültige Stimmen                                   | Ungültige Stimmen                | Ungültige Stimmen | 3.033       | 1,8         | 2.895        | 1,7          |
| Wähler                                              | Wähler                           | Wähler            | 170.735     | 73,1        | 170.735      | 73,1         |
| Wahlberechtigte                                     | Wahlberechtigte                  | Wahlberechtigte   | 233.619     |             | 233.619      |              |
|                                                     |                                  |                   |             |             |              |              |
| Quellen: Der Bundeswahlleiter, Kandidaten - Stimmen |                                  |                   |             |             |              |              |

### Bundestagswahl 2002
| Kandidaten                                          | Kandidaten                       | Parteien/Listen   | Erststimmen | Erststimmen | Zweitstimmen | Zweitstimmen |
| Kandidaten                                          | Kandidaten                       | Parteien/Listen   | Stimmen     | %           | Stimmen      | %            |
| --------------------------------------------------- | -------------------------------- | ----------------- | ----------- | ----------- | ------------ | ------------ |
|                                                     | Uwe Karl Beckmeyergewählt im WK  | SPD               | 103.238     | 58,0        | 93.599       | 52,6         |
|                                                     | Michael Teiser                   | CDU               | 43.268      | 24,3        | 41.724       | 23,5         |
|                                                     | Klaus-Dieter Alfred August Möhle | GRÜNE             | 13.257      | 7,5         | 21.471       | 12,1         |
|                                                     | Claudia Kühne                    | FDP               | 8.455       | 4,8         | 10.996       | 6,2          |
|                                                     | Herbert Lorenz Thomsen           | PDS               | 3.002       | 1,7         | 3.546        | 2,0          |
|                                                     | –                                | REP               | –           | –           | 460          | 0,3          |
|                                                     | Erika Maria Anna Apostel         | GRAUE             | 1.171       | 0,7         | 1.083        | 0,6          |
|                                                     | Jörg-Hendrik Wrieden             | NPD               | 1.279       | 0,7         | 1.180        | 0,7          |
|                                                     | Detlef Schütte                   | Schill            | 4.203       | 2,4         | 3.717        | 2,1          |
| Gesamt                                              | Gesamt                           | Gesamt            | 177.873     | 100         | 177.776      | 100          |
|                                                     |                                  |                   |             |             |              |              |
| Ungültige Stimmen                                   | Ungültige Stimmen                | Ungültige Stimmen | 2.235       | 1,2         | 2.332        | 1,3          |
| Wähler                                              | Wähler                           | Wähler            | 180.108     | 76,6        | 180.108      | 76,6         |
| Wahlberechtigte                                     | Wahlberechtigte                  | Wahlberechtigte   | 235.105     |             | 235.105      |              |
|                                                     |                                  |                   |             |             |              |              |
| Quellen: Der Bundeswahlleiter, Kandidaten - Stimmen |                                  |                   |             |             |              |              |

### Bundestagswahl 1998
| Kandidaten                                          | Kandidaten             | Parteien/Listen     | Erststimmen | Erststimmen | Zweitstimmen | Zweitstimmen |
| Kandidaten                                          | Kandidaten             | Parteien/Listen     | Stimmen     | %           | Stimmen      | %            |
| --------------------------------------------------- | ---------------------- | ------------------- | ----------- | ----------- | ------------ | ------------ |
|                                                     | Ilse Janzgewählt im WK | SPD                 | 77.444      | 58,2        | 72.289       | 54,2         |
|                                                     | Michael Teiser         | CDU                 | 38.871      | 29,2        | 34.821       | 26,1         |
|                                                     | Manfred Walter Schramm | GRÜNE               | 7.143       | 5,4         | 9.736        | 7,3          |
|                                                     | Claus Ludwig Jäger     | FDP                 | 4.317       | 3,2         | 7.031        | 5,3          |
|                                                     | Michael Dubielczyk     | PDS                 | 2.576       | 1,9         | 2.519        | 1,9          |
|                                                     | –                      | APPD                | –           | –           | 136          | 0,1          |
|                                                     | –                      | BFB – Die Offensive | –           | –           | 227          | 0,2          |
|                                                     | –                      | Chance 2000         | –           | –           | 99           | 0,1          |
|                                                     | –                      | DVU                 | –           | –           | 3.065        | 2,3          |
|                                                     | –                      | GRAUE               | –           | –           | 581          | 0,4          |
|                                                     | –                      | REP                 | –           | –           | 766          | 0,6          |
|                                                     | –                      | Pro DM              | –           | –           | 1.432        | 1,1          |
|                                                     | Franz Wilhelm Schmidt  | NPD                 | 1.540       | 1,2         | 478          | 0,4          |
|                                                     | –                      | NATURGESETZ         | –           | –           | 283          | 0,2          |
|                                                     | Alexander Daniel       | Einzelbewerber a    | –           | –           | 1.151        | 0,9          |
| Gesamt                                              | Gesamt                 | Gesamt              | 133.042     | 100         | 133.463      | 100          |
|                                                     |                        |                     |             |             |              |              |
| Ungültige Stimmen                                   | Ungültige Stimmen      | Ungültige Stimmen   | 2.367       | 1,7         | 1.946        | 1,4          |
| Wähler                                              | Wähler                 | Wähler              | 135.409     | 80,6        | 135.409      | 80,6         |
| Wahlberechtigte                                     | Wahlberechtigte        | Wahlberechtigte     | 167.949     |             | 167.949      |              |
|                                                     |                        |                     |             |             |              |              |
| Quellen: Der Bundeswahlleiter, Kandidaten - Stimmen |                        |                     |             |             |              |              |

### Bundestagswahl 1994
| Kandidaten                             | Kandidaten             | Parteien/Listen   | Erststimmen | Erststimmen | Zweitstimmen | Zweitstimmen |
| Kandidaten                             | Kandidaten             | Parteien/Listen   | Stimmen     | %           | Stimmen      | %            |
| -------------------------------------- | ---------------------- | ----------------- | ----------- | ----------- | ------------ | ------------ |
|                                        | Ilse Janzgewählt im WK | SPD               | 66.303      | 50,2        | 65.500       | 49,7         |
|                                        | Michael Teiser         | CDU               | 43.931      | 33,3        | 41.412       | 31,4         |
|                                        | Karsten Bischoff       | GRÜNE             | 9.861       | 7,5         | 10.081       | 7,6          |
|                                        | Manfred Richter        | FDP               | 5.600       | 4,2         | 7.976        | 6,0          |
|                                        | Michael Estevez Milan  | PDS               | 1.773       | 1,3         | 2.289        | 1,7          |
|                                        | Ludwig Heinz           | GRAUE             | 1.958       | 1,5         | 1.508        | 1,1          |
|                                        | –                      | NATURGESETZ       | –           | –           | 383          | 0,3          |
|                                        | Heiko Thermer          | REP               | 2.671       | 2,0         | 2.489        | 1,9          |
|                                        | –                      | MLPD              | –           | –           | 27           | 0,0          |
|                                        | –                      | ÖDP               | –           | –           | 175          | 0,1          |
| Gesamt                                 | Gesamt                 | Gesamt            | 132.097     | 100         | 131.840      | 100          |
|                                        |                        |                   |             |             |              |              |
| Ungültige Stimmen                      | Ungültige Stimmen      | Ungültige Stimmen | 2.185       | 1,6         | 2.442        | 1,8          |
| Wähler                                 | Wähler                 | Wähler            | 134.282     | 77,0        | 134.282      | 77,0         |
| Wahlberechtigte                        | Wahlberechtigte        | Wahlberechtigte   | 174.322     |             | 174.322      |              |
|                                        |                        |                   |             |             |              |              |
| Quellen: Der Bundeswahlleiter, Stimmen |                        |                   |             |             |              |              |